# Хухутан
Хухута́н (1904, Наукан — 1969, Уэлен) — эскимосский художник, косторез, гравёр. Заслуженный художник РСФСР (1961).

## Биография
Хухутан родился в 1904 году в Наукане в семье охотника на морского зверя. С детства выходил на морской промысел, учился резьбе по кости. В 24 года в результате несчастного случая на охоте потерял ногу. После травмы обратился к косторезному искусству. С 1928 года до конца 1960-х годов работал в Наукане (1930-е годы; 1950—1955), Нунямо (1959—1962), Уэленской косторезной мастерской (1945—1950, 1955—1957, 1962—1969).
Работы Хухутана тиражировались в чукотских косторезных мастерских, выставлялись на окружных, областных, региональных и республиканских выставках: «Советский Дальний Восток» (Хабаровск, 1964; Владивосток, 1967; Улан-Удэ, 1969); «Советская Россия» (Москва, 1965, 1967), «Чукотско-эскимосская резьба и гравюра по кости» (Москва, 1977, посмертно), а также выставках произведений народного искусства за рубежом.
В 1961 году Хухутан удостоен звания Заслуженный художник РСФСР.
Умер в 1969 году в Уэлене.

## Творчество
Основным материалом для работы художнику служил моржовый клык. Искусствоведы отмечают разносторонность мастерства Хухутана, его владение как объёмной, так и рельефной резьбой и гравировкой. Хухутан стал одним из первых чукотских резчиков, разрабатывавших многофигурные скульптурные композиции.
Работы Хухутана представляют объёмные и рельефные изображения животных Чукотки, динамические скульптурные композиции (в основе сюжетов — сцены битв животных, охоты).
По оценке Т. Б. Митлянской, динамические композиции представляют «особый интерес»:
Хухутан умел передать скупыми средствами особую тяжеловесность, массивность моржа, рядом с которым кажется маленьким бесстрашный охотник, смело вступающий в единоборство с могучим зверем. Созданная Хухутаном скульптурная композиция «Охота на моржа» особенно популярна, она вошла в золотой фонд чукотско-эскимосской пластики.
Выделяет эту работу Хухутана и историк Чукотки М. М. Бронштейн:
Изобразив своего соплеменника, охотящегося с копьём на моржа, мастер создал глубоко символичный образ Севера. Маленькой фигурке охотника противостоит огромный морж. Человек показан в движении, его поза сложна и динамична. Зверь, напротив, спокоен и неподвижен. Тяжеловесная, величественная фигура лежащего на льдине моржа становится в композиции Хухутана символом суровой арктической природы.

Помимо скульптурных композиций Хухутан создавал также прикладные художественные изделия — коробочки, табакерки, ножи для разрезания бумаги с гравированными ножнами и скульптурной рукоятью, шпильки для волос, украшенные миниатюрными головами животных. Митлянская отмечает, что в декоративно-прикладных работах мастер сочетал «выразительность скульптурного образа с формой предмета».

## Наследие
Работы художника находятся в Музее антропологии и этнографии Института этнологии РАН, Российском этнографическом музее, Всероссийском музее декоративно-прикладного и народного искусства, Магаданском областном краеведческом музее, музейном центре «Наследие Чукотки» (Анадырь), Сергиево-Посадском государственном историко-художественном музее-заповеднике, музее Уэленской косторезной мастерской и др.

## Комментарии
1. ↑  История отражена в романе Тихона Сёмушкина «Чукотка» (1954). После операции, свыкшись с отсутствием ноги, герой художественно-документального повествования «идёт на костылях по длинному больничному коридору» и поёт «Вставай, проклятьем заклеймённый…»[1].